# U-Bahnhof Schönleinstraße

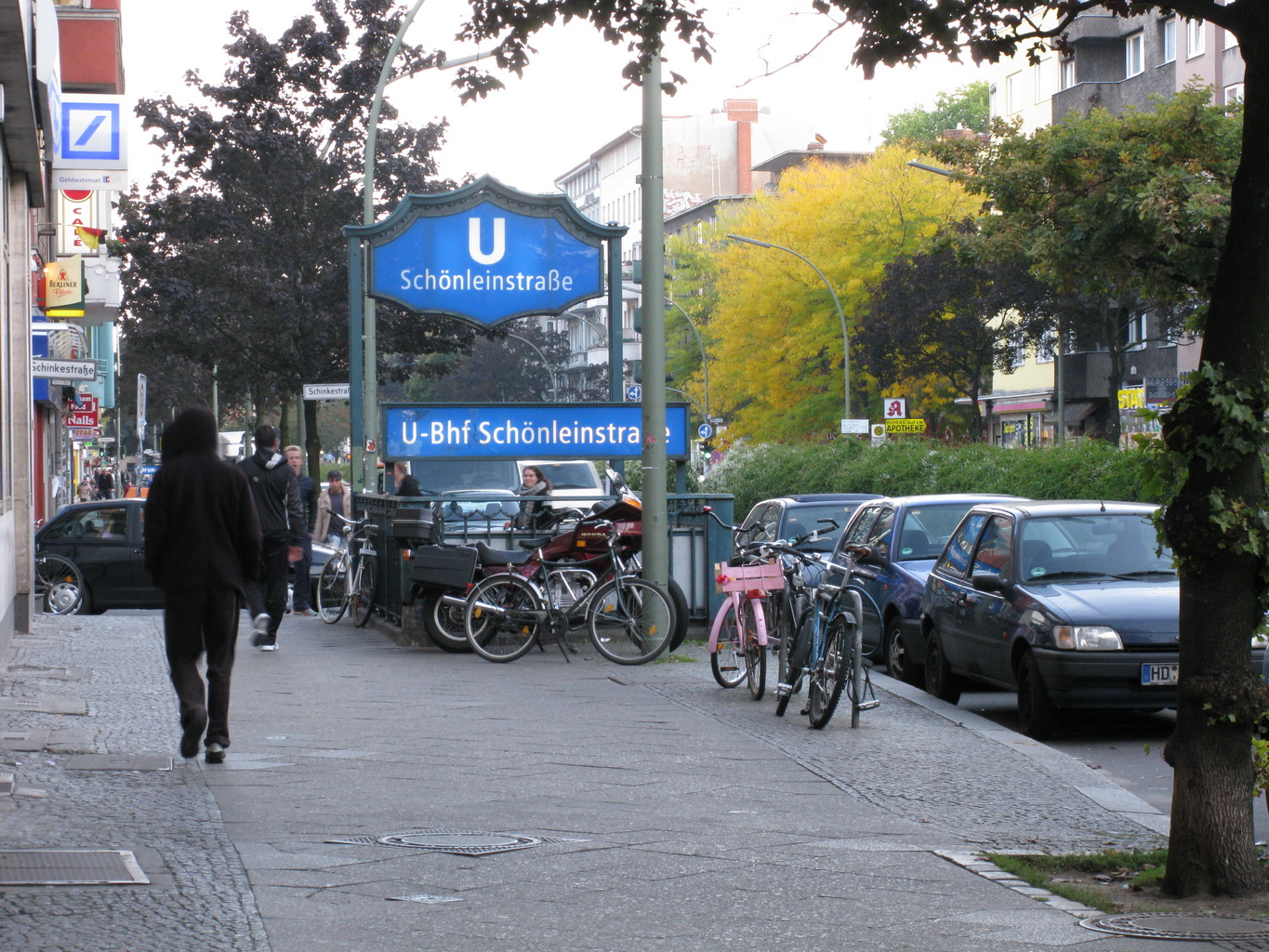
Nordöstlicher Zugang an der Schinkestraße

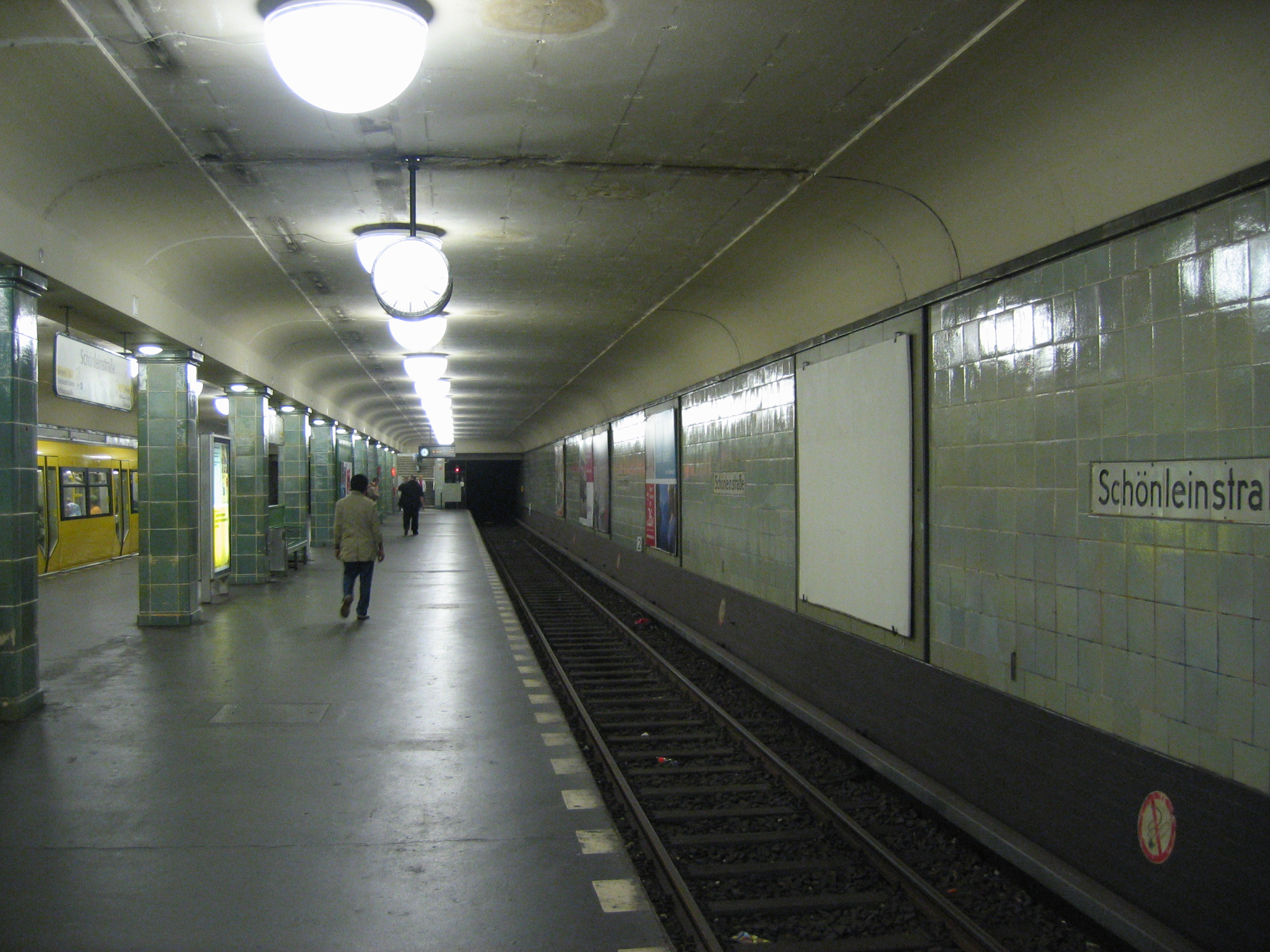
Bahnsteig

Der U-Bahnhof Schönleinstraße ist eine Station der Linie U8 der Berliner U-Bahn. Er liegt längs unter dem Kottbusser Damm zwischen der Schinke- und der Schönleinstraße an der Grenze zwischen Kreuzberg und Neukölln. Von 1951 bis 1992 hieß der Bahnhof Kottbusser Damm.

## Geschichte und Beschreibung
Die namengebende Straße ist nach Johann Lukas Schönlein benannt, einem Tuberkuloseforscher und Leibarzt König Friedrich Wilhelms IV. Während der Planungs- und Bauphase der Station war der Arbeitstitel „Boeckhstraße“, die Umbenennung erfolgte erst kurz vor der Eröffnung.
Die Station wurde am 17. Juli 1927 eröffnet, sie trägt im Bahnhofsverzeichnis der BVG die Bezeichnung ST. Entworfen wurde sie, wie viele andere Berliner U-Bahnhöfe jener Zeit, von Alfred Grenander. Von der Eröffnung bis zum 12. Februar 1928 bildete sie den nördlichen Endpunkt der damaligen Linie D.
Der U-Bahnhof liegt in 1 1⁄2-facher Tiefenlage. Der Mittelbahnsteig zwischen den beiden Streckengleisen befindet sich 6,7 Meter unter dem Straßenniveau, er ist 130 Meter lang und 8 Meter breit. An beiden Enden führen Treppen zu Zwischengeschossen, von dort führen Ausgänge auf die Gehsteige beiderseits des Kottbusser Damms. Ein weiterer Zugang in die Boeckhstraße wurde nach starken Beschädigungen im Zweiten Weltkrieg rückgebaut. Im südlichen Aufgang vom Bahnsteig zur Verteilerhalle im Zwischengeschoss existiert eine Rolltreppe.
Aufgrund des guten baulichen Zustands ist der nicht barrierefreie Bahnhof seit seiner Eröffnung nahezu unverändert. Längs mittig des Bahnsteigs stützt eine Reihe von verfliesten Pfeilern mit quadratischem Querschnitt die Decke, ähnliche Pfeiler befinden sich in den Verteilerhallen. Die Keramikfliesen am Bahnsteig sind in den Farben Grau/Grün und Braun/Rosa gehalten, in den beiden Vorhallen wurden unterschiedliche Fliesen (gelb bis grün) eingesetzt.
Bereits seit 2020 ist eine denkmalgerechte Sanierung geplant, in diesem Zuge soll auch ein Aufzug eingebaut werden. Die Arbeiten sollen vier Jahre dauern. Der Bahnhof nicht barrierefrei, laut Angaben der Senatsverwaltung für Verkehr vom August 2024 ist der Einbau eines Aufzuges erst nach 2030 geplant..

## Anbindung
| Linie | Verlauf |
| ----- | --- |
|       | Wittenau (Wilhelmsruher Damm) – Rathaus Reinickendorf – Karl-Bonhoeffer-Nervenklinik – Lindauer Allee – Paracelsus-Bad – Residenzstraße – Franz-Neumann-Platz (Am Schäfersee) – Osloer Straße – Pankstraße – Gesundbrunnen – Voltastraße – Bernauer Straße – Rosenthaler Platz – Weinmeisterstraße – Alexanderplatz – Jannowitzbrücke – Heinrich-Heine-Straße – Moritzplatz – Kottbusser Tor – Schönleinstraße – Hermannplatz – Boddinstraße – Leinestraße – Hermannstraße |

Am U-Bahnhof besteht keine direkte Umsteigemöglichkeit zu anderen Linien des Berliner Nahverkehrs.

## In den Medien
Am 25. Dezember 2016 wurden Kleidungsstücke eines auf einer Bank schlafenden Obdachlosen angezündet. Passanten löschten sofort die Flammen an dem Papier, mit dem sich der 37-Jährige offenbar zugedeckt hatte, er blieb dadurch unverletzt. Als Tatverdächtige wurden sieben 15- bis 21-jährige Männer festgenommen.
Am 20. Februar 2019 wurde erneut ein weiterer Obdachloser angegriffen, dieses Mal mit einem Messer. Auch hier griffen Passanten ein. Der Vorfall wurde auf Video aufgenommen.
In der Tatort-Folge Gegen den Kopf diente die Station als Schauplatz für den tödlichen Übergriff zweier Jugendlicher auf einen Passanten.